# Philip Hershkovitz
Ne doit pas être confondu avec Philip Herschkowitz.
Philip Hershkovitz, né le 12 octobre 1909 à Pittsburgh et mort le 15 février 1997 à Chicago, est un mammalogiste américain

## Biographie
Il a étudié aux universités de Pittsburgh et du Michigan et a vécu en Amérique du Sud en recueillant des spécimens de mammifères.
En 1947, il est nommé conservateur au Muséum Field de Chicago et il continue à y travailler jusqu'à sa mort.
Il a beaucoup publié sur les mammifères du néotropique, en particulier les primates et les rongeurs, et a décrit près de 70 nouvelles espèces et sous-espèces de mammifères. Environ une douzaine d'espèces sont nommées après lui.